# Barnatorkú papagájcinege
A barnatorkú papagájcinege (Sinosuthora webbiana) a verébalakúak (Passeriformes) rendjébe, ezen belül az óvilági poszátafélék (Sylviidae) családjába tartozó, 11-13 centiméter hosszú madárfaj. Középső és kelet-Kína, Koreai-félsziget, délkelet-Oroszország, Tajvan trópusi és szubtrópusi nedves dombvidéki és hegyi bokros, erdős részein él. Magokat, gyümölcsöket, virágokat, rügyeket valamint rovarokat fogyaszt. Áprilistól augusztusig költ.

## Alfajai
- S. w. mantschuricus (Taczanowski, 1885) – Délkelet-Oroszország, Északkelet-Kína;
- S. w. fulvicauda (C. W. Campbell, 1892) – Kelet-Kína, Észak-Korea, Dél-Korea;
- S. w. suffus (Swinhoe, 1871) – Közép- és Délkelet-Kína, Észak-Korea, Dél-Korea;
- S. w. webbianus (Gould, 1852) – Kelet-Kína parti része;
- S. w. elisabethae (La Touche, 1922) – Dél-Kína;
- S. w. bulomachus (Swinhoe, 1866) – Tajvan.

## Fordítás
- Ez a szócikk részben vagy egészben  a   Vinous-throated parrotbill című angol Wikipédia-szócikk fordításán alapul.  Az eredeti cikk szerkesztőit annak laptörténete sorolja fel. Ez a jelzés csupán a megfogalmazás eredetét és a szerzői jogokat jelzi, nem szolgál a cikkben szereplő információk forrásmegjelöléseként.